# Karl Polanyi
Karl Polanyi (Viena, 25 d'octubre 1886 – Pickering (Ontario), 23 d'abril de 1964) va ser un antropòleg econòmic, economista i sociòleg hongarès. Entre les seves obres destaquen The Great Transformation (1944), on va analitzar des d'una perspectiva antropològica les conseqüències que comportà la introducció del lliure mercat i Trade and Market in the Early Empires: Economies in History and Theory, centrada en la història econòmica.

## Biografia
Karl Polanyi va néixer el 1886 en una família jueva a Viena, en aquella època capital de l'Imperi Austrohongarès. El seu pare Mihaly Pollacsek, era enginyer i empresari que prosperà en els negocis gràcies a l'expansió del ferrocarril. Va convertir a la seva família al calvinisme, si bé ell va seguir essent jueu i també va magiaritzar el cognom familiar a Polanyi. La mare de Polanyi, Cecile Wohl, d'origen rus, va ser impulsora d'un saló literari en què participaven intel·lectuals hongaresos d'elit com el filòsof i crític literari György Lukács o l'historiador Oszkár Jászi. Un germà petit de Polanyi, Michaël va ser químic de renom i posteriorment es va dedicar a les ciències socials. La mort del pare el 1905 va afectar greument a l'economia familiar i Karl Polanyi ajudà a la família donant classes particulars. Polanyi va estudiar filosofia i dret a Budapest i Viena, obtenint el doctorat a la Universitat de Kolozsvar (actualment Cluj). El 1908 va ser president d'una branca de l'Associació hongaresa de lliurepensadors, Galilei Kör (Cercle Galileu), que agrupava estudiants que tenien per objectiu la difusió d'idees progressistes i lluitar contra l'analfabetisme. Tot i que Polanyi estava més dedicat al pensament que l'activitat política, el juny de 1914 va ser triat per ocupar el càrrec de secretari general del Polgári Radikális Párt, partit radical hongarès que fundà Jászi i advocava pel sufragi universal, la reforma agrària i el control estatal de l'educació. La guerra i les greus ferides que hi va patir van truncar el seu compromís polític.

### El període vienès
El juny de 1919 es va traslladar a Viena. Es va iniciar com periodista en el Bécsi Magyar Ujság (Periòdic hongarés de Viena). El 1923 es va casar amb Ilona Duczynska, activa militant política. Des del 1924 Polanyi va ser membre del consell de redacció de la revista Der Österreichische Volkswirt (L'economista austríac) publicació per la qual va escriure articles de teoria econòmica i política. En aquesta època Polanyi ja advertia del perill que representava el nazisme. Els anys vienesos de Polanyi van significar la transició de demócrata radical a les seves conviccions socialistes, font d'inspiració d'algunes de les seves contribuciones teòriques.

### El període anglès
La suspensió de la constitució austriaca el 1933 que va provocar la censura de les opinions socialistes a la revista així com les dificultats econòmiques van fer que Polanyi, com tants altres intel·lectuals d'origen jueu, emigrés amb la seva família cap a Anglaterra fugint del corrent feixista. Va treballar com a professor d'extensió universitària per la Universitat d'Oxford i de Londres. Les notes d'aquests cursos van servir com a base per les tesis principals de la seva obra The Great Transformation. Va participar en un llibre col·lectiu Christianity and Social Revolution (1935), on Polanyi, un dels teòrics de l'esquerra cristiana hi va publicar un article, The essence of fascism, que ja havia publicat originalment el 1930 com Das Wesen des Faschismus. El 1937 va publicar Europe To-Day, fruit de la seva activitat docent i del seu interés per les relacions internacionals. En aquesta obra analitzava els conflictes europeus i sostenia que eren de caràcter social. En aquest període Polanyi va viatjar sovint als Estats Units per donar conferències.

### El període nord-americà
Del 1941 a 1943 va estar en el Bennington College (Vermont) i una beca de la Fundació Rockefeller li va permetre dedicar-se a escriure The Great Transformation, la seva gran obra que va ser publicada el 1944. Tot i això, el 1943 en temps de guerra Polanyi retornà a Londres reprenent la seva activitat amb el comité d'educació dels sindicats (WETUC) i addicionalment com a conferenciant. El 1947 Karl Polanyi va ser nomenat professor visitant a la Universitat de Colúmbia de Nova York. En l'època maccarthista, no va poder establir la residència als Estats Units a causa de l'anterior activitat al partit comunista a Hongria i Àustria per part de la seva esposa Ilona Duczynska i, per tant, van fixar la seva residència a Canadà, a Pickering, prop de Toronto. El 1957 se li detectà un càncer que no li va impedir treballar fins a la seva mort el 23 d'abril del 1964. Les seves contribucions en història i antropologia econòmica del seu últim període es van publicar a títol pòstum, en destaca The Livelihood of Man, centrat en els seus cursos a la Universitat de Colúmbia.

## Idees

### Tesi
La tesi central de Karl Polanyi és que «el naixement del mercat i de l'Homo economicus semblen estretament correlacionats» i que aquesta associació és de caràcter completament singular:
| « | Només dins el marc i els límits d'una economia de mercat generalitzada, és a dir, un sistema interdependent de mercats autorregulats, les motivacions humanes es redueixen als dos únics motius de la por a morir de fam i l'atractiu del guany monetari. Aquest naixement del mercat autorregulador, promogut pels economistes liberals, ha comportat de fet una forma de desvinculació de l'economia i la tecnologia de la Societat. En totes les societats -a excepció de la societat de mercat- l'economia continua integrada en les relacions socials. Només l'economia de mercat autoregulada es presenta com a dissociada (desintegrada) de les relacions socials. | » |

### Perspectiva oberta: reincrustar l'econòmic en la relació social i democràtica
La ruptura aconseguida per la consagració unilateral de l'economia de mercat provocada pels economistes liberals consisteix en una forma de «la desregulació (que) segueix sent utòpica, perquè la societat reacciona protegint els seus membres, cosa que contradiu els requisits del mercat autorregulat mitjançant l'operació de reincrustacions voluntàries». Que es traduirà concretament en:
| « | o l'augment de les proteccions socials i interestatals (proteccionisme), similar al que es va observar amb el New Deal als Estats Units. o bé la voluntat d’aplicar al món real l’ideal de desvinculació social de l’economia amb un cost social massa elevat, un escenari on aquesta utopia obre el camí a la violència econòmica i política extrema, com ho il·lustra la crisi dels anys trenta, que a Europa va donar pas al nazisme, el feixisme i l’estalinisme; llavors apareix pel que és: una utopia perillosa. | » |

Davant d'aquesta utopia que porta a carrerons sense sortida, Karl Polanyi s'esforça per «identificar les condicions de possibilitat d'un socialisme no burocràtic, associacionista, que no suprimeixi el mercat, sinó que el reincorpori a les relacions socials i a les regulacions democràtiques».

## La Gran Transformació
Aquesta obra publicada al 1944 exposa una tesi fonamental per a entendre un problema recurrent les darreres dècades, el feixisme: 
| « | L'obstrucció dels liberals a tota reforma que implicàs planificació, reglamentació i dirigisme ha fet que fos pràcticament inevitable la victòria del feixisme. | » |
| — | |   |

| « | El feixisme, com el socialisme, estava arrelat a una societat de mercat que es negava a funcionar. Arribava doncs, a tot el planeta, el seu abast era d'escala mundial, universal en els seus efectes; les seves conseqüències sobrepassaven l'esfera econòmica i engendraren una espècie de gran transformació de caràcter clarament social. | » |
| — | |   |

| « | A la Europa dels anys vint, dues d'aquestes tendències -les pròpies de diferents llocs i activitats- figuraven de manera predominant i recobrien la configuració menys clara, però molt més àmplia, del feixisme: la contrarevolució i el revisionisme nacionalista. | » |
| — | |   |

Polanyi sosté que l'economia de lliure mercat autoregulat és un fenomen relativament nou en la història de la civilització, vinculat en els seus orígens a les transformacions industrialitzadores a partir del segle xviii i a la intervenció estatal. Polanyi va més enllà, i afirma que mai abans el guany individual s'havia elevat fins al punt d'esdevenir la justificació del comportament de les persones en la vida quotidiana com passa en l'economia capitalista. Aquest sistema en considerar com a mercaderies la terra, el treball i el diner, necessàriament du a situacions antisocials que aviat el fan insostenible, provocant reaccions en sentit contrari, de caràcter intervencionista, que tracten de protegir la societat de la capacitat devastadora del lliure mercat autoregulat. Les mesures proteccionistes, a partir de la dècada de 1870, o les regulacions socials fruit de l'acció sindical, en serien mostres. Però aquestes mesures poden posar en qüestió la pròpia existència del sistema que, en darrera instància, no és viable per ell mateix.
Segons Karl Polanyi, cal denunciar la presentació tradicional del paper de la tecnologia en la història econòmica: per a ell, la revolució industrial no només va ser fruit de les innovacions tècniques, sinó més aviat de les ruptures socials provocades per la fàbrica i el concepte de lliure mercat. La mecanització de la producció a les fàbriques requereix la creació d'un mercat lliure on els béns i la mà d'obra estiguin disponibles en tot moment i es puguin vendre ràpidament.
Per tant, la terra, el treball i els diners - tres elements que són la substància de la societat -, es transformen en mercaderies que circulen pel mercat. Tanmateix, aquests tres elements constitueixen béns ficticis: no es poden considerar mercaderies ja que una mercaderia es defineix com quelcom que es produeix primer per vendre's, cosa que evidentment no és el cas d'aquests tres elements.
En justificar i consagrar l'aparició d'un mercat autorregulat, la ideologia liberal ha permès el desmuntant de l'economia i la tecnologia, o la seva separació i la seva autonomia de la societat global: les esferes de producció i distribució de béns ja no estan sota el control de la població, ni sota el control polític i social com en les societats tradicionals. Ara sembla que estan en mans d'interessos privats que competeixen per obtenir el màxim benefici.
Tanmateix, aquesta desregulació és utòpica per a Polanyi. De fet, sent el cost social massa elevat, la societat reaccionarà per protegir els seus membres augmentant les proteccions socials i interestatals proteccionistes.
Aquesta reacció contradirà els requisits del mercat autorregulat: crisi dels anys 1930, col·lapse dels sistemes monetaris, ascens dels règims autoritaris (nazisme, feixisme, stalinisme) i augment de la intervenció de l'estat (New Deal). En aquesta crisi, que va provocar la Segona Guerra Mundial, Polanyi va veure la fi del liberalisme econòmic i l'auge de la burocràcia com la nova classe responsable de l'economia.
Aquest treball li va valer un nomenament a la Universitat de Colúmbia, que va deixar el 1953 a Toronto, on va continuar la seva feina fins a la seva mort el 1964.

## Obres
- The Great Transformation (en anglès), 1944.
- Trade and Market in the Early Empires: Economies in History and Theory (en anglès), 1957. «Editat amb contribució de Conrad M. Arnsberg i altres»
- Primitive, Archaic, and Modern Economies: Essays of Karl Polanyi (en anglès).  Anchor Books, 1968. ISBN 978-0125481502. «Recull assajos»
- The Livelihood of Man (en anglès).  Academic Press, 1977. ISBN 978-0125481502. «Recull de les seves notes pels cursos a la Universitat de Colúmbia»
- For a New West: Essays, 1919-1958 (en angles).  John Wiley & Sons, 2014. ISBN 9780745684475. «Recull de treballs heterogenis de l'autor»